# Akado Yoroi
Akado Yoroi (赤胴ヨロイ Akadō Yoroi) is een van het driemansteam van Konoha die als spionnen van Sound meededen aan het chuunin examen, in de anime- en mangaserie Naruto. Akado Yoroi heeft het vermogen om chakra's te absorberen door zijn handpalm op het lichaam van de tegenstander te leggen. Yoroi moet in de voorrondes tegen Uchiha Sasuke vechten en verslaat Sasuke, die nog onder de invloed van de curse seal is, bijna. Sasuke versloeg hem met z’n nieuwe Lion Combo die hij deels van Rock Lee had gekopieerd. Na dit gevecht is hij op één aflevering na niet meer te zien in de serie.